# Carlos Fangueiro
Carlos Manuel Fangueiro Soares, mais conhecido apenas como Carlos Fangueiro, (Matosinhos, 19 de Dezembro de 1976) é um ex-futebolista e atualmente um treinador de futebol.
Começou a carreira como futebolista no Leixões Sport Club na temporada de 1995-1996. Também passou por Vitória Sport Clube, Maia, Gil Vicente e U. Leiria antes de partir para o estrangeiro.
Começou por jogar em Inglaterra, tendo passado pelo Millwall e pelo Wallsall e acabou no Ionikos da Grécia
Na época 2007/2008 representou o Futebol Clube de Vizela, da Liga Vitalis.
Em Junho de 2008 assinou pelo Sport Clube Beira Mar.
Actualmente, é o treinador do Leixões SC.